# اسپرسی قفقازی
اسپرسی قفقازی (نام علمی: Hedysarum ibericum) نام یک گونه از سرده اسپرسی است.